# Лаймон, Ричард
Ла́ймон, Ри́чард Карл (Richard Carl Laymon; 14 января 1947 года, Чикаго, США — 14 февраля 2001 года, Лос-Анджелес, США) — американский писатель в жанре ужасов.

## Биография
Ричард Лаймон родился в Чикаго в 1947 году. Много лет прожил в Лос-Анджелесе (штат Калифорния). Он получил степень бакалавра английской литературы в Willamette University в Орегоне и степень магистра английской литературы в Loyola University в Лос-Анджелесе. Первый его рассказ, «Desert Pickup» был опубликован в 1970 году в журнале «Ellery Queen’s Mystery Magazine». Ричард Лаймон — автор 25 романов и более 60 рассказов; он с успехом работал в различных жанрах — писал рассказы для детей и подростков, триллеры, «фантастику ужасов», любовно-романтическую прозу. Лаймон несколько менее известен в Северной Америке, чем в других странах. Он достиг широкой известности в Европе, особенно в Великобритании. Лаймон также опубликовал несколько работ под псевдонимом Ричард Келли. Многие известные писатели в жанре ужасов, такие как Стивен Кинг и Дин Кунц, высоко оценивали работы Лаймона.
Ричард Лаймон скончался 14 февраля 2001 года от сердечного приступа.

### Романы
- Подвал / The Cellar (1980) (Первая книга из цикла "Дом чудовищ"  / First book in the Beast House Chronicles series)
- Your Secret Admirer (1980) (writing as Carl Laymon)
- The Woods Are Dark (1981)
- Nightmare Lake (1983) (writing as Carl Laymon)
- Ночное представление / Night Show (1984)
- All Hallow’s Eve (1985)
- Beware (1985)
- Дом Зверя / The Beast House (1986) (Вторая книга из цикла "Дом чудовищ"  / Second book in the Beast House Chronicles series)
- Tread Softly (1987) — aka Dark Mountain (writing as Richard Kelly)
- Плоть / Flesh (1987)
- Midnight’s Lair (1988) (writing as Richard Kelly)
- Игры в воскрешение / Resurrection Dreams (1988)
- Funland (1989)
- Кол / The Stake (1990)
- Одной дождливой ночью / One Rainy Night (1991)
- Остров / Island (1991)
- Поведай нам, тьма / Darkness, Tell Us (1991)
- Blood Games (1992)
- Alarums (1992)
- Темная гора / Dark Mountain (1992)
- Ночь без конца / Endless Night (1993)
- Savage: From Whitechapel to the Wild West on the Track of Jack the Ripper (1993)
- Во тьме / In the Dark (1994)
- Quake (1995)
- Укус / Bite (1996)
- Body Rides (1996)
- After Midnight (1997)
- The Wilds (1998)
- Полуночная экскурсия /The Midnight Tour (1998) (Третья книга из цикла "Дом чудовищ"  / Third book in the Beast House Chronicles series)
- Порезы / Cuts (1999)
- Among the Missing (1999)
- Дорога в ночь / Come Out Tonight (1999)
- Once Upon A Halloween (2000)
- Странствующий цирк вампиров / The Traveling Vampire Show (2000)
- Ночь в Доме Зверя /  Friday Night in the Beast House (2001) (Четвертая книга из цикла "Дом чудовищ"  / Fourth book in the Beast House Chronicles series)
- Ночь в тоскливом октябре / Night in the Lonesome October (2001)
- The Halloween Mouse (with Alan M. Clark) (2001) — children’s book
- No Sanctuary (2001)
- Amara (2002) aka To Wake the Dead
- Озеро / The Lake (2004)
- The Glory Bus (2005) aka Into the Fire
- The Woods are Dark Restored and Uncut (2008)